# Ивки (Хмельницкая область)
Ивки (укр. Івки) — село в Старосинявском районе Хмельницкой области Украины.
Население по переписи 2001 года составляло 285 человек. Почтовый индекс — 31424. Телефонный код — 3850. Занимает площадь 1,886 км². Код КОАТУУ — 6824482501.

## Местный совет
31424, Хмельницкая обл., Старосинявский р-н, с. Ивки